# Pune
Pune ([puɳe]ⓘ) (del maratí: पुणे) o Poona es una ciudad ubicada en el oeste del estado de Maharastra, India. Es la séptima ciudad más poblada en la India, la segunda más grande en el estado de Maharashtra después de Bombay y la ciudad más grande de los Ghats Occidentales. Otrora centro de poder del Imperio Maratha, la ciudad está situada a 560 metros sobre el nivel del mar en la meseta de Decán, en la confluencia de los ríos Mula y Mutha. La ciudad de Pune es la capital administrativa de la división y del distrito homónimos.
Pune es conocida por haber existido como una ciudad desde el año 847. Pune se llamaba originalmente Punawadi. En 1730, Pune se convirtió en un centro político importante en la sede de la Maratha Peshwa, el primer ministro Chhatrapati Bhonsle de Satara (regente de la Imperio Maratha), y fue durante esta época que se convirtió en el centro de la política india. Después de que la ciudad fue anexada a la India británica en 1817, sirvió como un acantonamiento ciudad y como la "capital del monzón" de la Bombay Presidencia hasta la independencia de la India.
En la actualidad, Pune es conocida por sus instalaciones educativas y la prosperidad relativa. Pune es la capital cultural de Maharashtra. Pune ha tenido fabricación de las industrias de vidrio, azúcar, y forjar desde el 1950-60. Cuenta con una creciente interior industrial, con la de la información tecnología y las empresas de automoción que están creando nuevas fábricas en el distrito. La ciudad es conocida por las actividades culturales, como la música clásica, la espiritualidad, el teatro, el deporte y la literatura. Estas actividades y oportunidades de empleo atraen a los inmigrantes y estudiantes de toda la India y el extranjero, lo que lo convierte en una ciudad de muchas comunidades y culturas.
Pune se clasifica como una ciudad global tipo Gamma.

## Toponimia
El nombre Pune deriva del sánscrito (Sanskrit) Puṇyanagara "Ciudad de la Virtud". La referencia más antigua a este nombre se encuentra en una plancha de cobre (Rashtrakuta Dinastía ) del año 937, donde se usa por la ciudad el nombre Punya-Vishaya o Poonak-Vishaya. En el siglo XIII, la misma es conocida como Kasbe Pune o Punavadi.

## Historia

### Temprana y medieval
Placas de cobre de fecha 858 d. C. y 868 d. C. muestran que, en el siglo IX, habia un asentamiento con agricultura conocido como Punnaka . Las placas indican que esta región fue gobernada por la dinastía Rashtrakuta. El complejo del templo de Pataleshwar  excavado en la roca de se construyó durante esta época.
Pune fue parte del territorio gobernado por los Seuna Yadavas de Devagiri desde el siglo IX hasta 1327. En 1595, Maloji Raje Bhosale fue designado el jahagirdar de Pune y Supe por el Imperio mogol. Pune fue gobernada por el sultanato de Ahmadnagar hasta que fue anexada por los mogoles en el siglo XVII.

### Gobierno Maratha
En 1626, Shahaji designado Rango Bapuji Dhadphale como administrador de Pune. Fue uno de los primeros desarrolladores más importantes de la ciudad, supervisando la construcción de las Peths en Pune: Kasba Peth, Somwar Peth, Raviwar Peth y Shaniwar Peth. Después de la destrucción de la ciudad en las incursiones de  la dinastía de Adil Shahi en 1630, y nuevamente desde 1636 hasta 1647, Dadu Kondadev Kulkarni, un oficial militar y administrativo de Shahaji Bhosale, supervisó la remodelación y construcción de la zona. Él estabilizó el sistema de ingresos de Pune y los barrios de Maval al oeste de la ciudad. Además, ha desarrollado métodos eficaces para controlar los conflictos y hacer cumplir la ley y el orden. La construcción comenzó para el palacio de Lal Mahal, como hijo de Shahaji Shivaji fue a vivir allí con su madre Jijabai. La construcción de Lal Mahal fue terminado en 1640. Jijabai se dice que su madre ha encargado la construcción del templo Kasba Ganapati. El ídolo de Ganesha consagrado en este templo es considerado como la deidad que preside,(Grāmadevatā),  la ciudad.
Shivaji Raje fue coronado Chhatrapati en 1674, fundando así el Imperio Maratha. Él supervisó un mayor desarrollo en Pune, incluyendo la construcción de la Guruwar, Somwar, Ganesh y Ghorpade Peths. Shivaji Maharaj alentando el desarrollo de represas en Parvati y Kondhwa regiones de Pune para fines agrícolas. Pune y pueblos de los alrededores después proporcionó mano de obra para los esfuerzos de Shivaji para construir un ejército durante el período de 1645 a 1680. Entre 1660 y 1670 la ciudad fue capturada por Mughal General Shahista Khan, pero fue recapturado por los Marathas en 1670 tras la batalla de Sinhagad. Durante el largo conflicto de 27 años entre los Marathas y Mughals, la ciudad fue ocupada por Aurangzeb desde 1703 hasta 1705, y durante este tiempo el nombre de la ciudad fue cambiado a "Muhiyabad". Dos años más tarde, los Marathas recapturaron la fortaleza de Sinhagad y más tarde, la ciudad de Pune de los mogoles como se había hecho en 1670.

### Regla Peshwa
En 1720, Baji Rao I fue nombrado Peshwa (ministro) del Imperio Maratha, gobernado por Chattrapati Shahu.
 Él seleccionó Pune como su base y comenzó la construcción de Shaniwar Wada en las orillas del Mutha. La construcción se completó en 1730, marcando el comienzo de la era del control Peshwa de la ciudad. El patrocinio de los Peshwas dio lugar a la construcción de muchos templos y puentes de la ciudad, como el Lakdi Pul y los templos de Parvati Hill. Bajirao Peshwa también construyó un acueducto subterráneo para traer agua desde el lago de Katraj hasta Shaniwar Wada.El acueducto sigue operativo. Pune prosperó como una ciudad durante el reinado de Nanasaheb Peshwe. Desarrolló Saras Baug, Heera Baug (que son jardines famosos de la ciudad), Parvati (una colina con templos por encima) y nuevos localidades comerciales y residenciales. Los Peths en Pune como Sadashiv Peth, Narayan Peth, Rasta Peth y Nana Peth se desarrollaron en esta época. Los Peshwas entró en decadencia después de su derrota en la Batalla de Panipat (1761). En 1802, Pune fue capturado por Yashwantrao Holkar en la Batalla de Poona, directamente precipitando la Segunda Guerra Anglo-Maratha de 1803-1805.

### El Gobierno Británico
La tercera guerra anglo-maratha estalló entre los Marathas y el Reino de Gran Bretaña en 1817. Los Peshwas fueron derrotados en la batalla de Khadki (entonces transcribe como Kirkee), el 5 de noviembre cerca de Poona (como los ingleses la llamaron), y la ciudad fue capturada por los británicos. La ciudad fue puesta bajo la administración de la presidencia de Bombay, y los británicos construyeron un ejército grande en la zona de acantonamiento de Pune, al este de la ciudad (actualmente utilizado por el ejército indio). La Municipalidad de Pune fue establecida en 1858. Navi Peth, Ganj Peth y Mahatma Phule Peth fueron desarrollados durante el dominio británico.
Pune fue un centro importante en los movimientos de reforma social y religiosa del siglo XIX. Prominentes reformadores sociales y los luchadores por la libertad vivieron aquí, incluyendo Bal Gangadhar Tilak, Gopal Krishna Gokhale, Vitthal Ramji Shinde, Dhondo Keshav Karve y Mahatma Phule Jyotirao. Además, durante 1902, Vinaiak Dámodar Savarkar residió en Pune cuando se matriculó en el College Fergusson para estudiar.
A finales de 1896, Poona (Pune) sufrió la peste bubónica, y al final de febrero de 1897, la epidemia estaba en su apogeo, con una tasa de mortalidad dos veces la norma, y la mitad de la población huyó de la ciudad. Un Comité Especial de la Peste fue formado bajo la presidencia del W.C. Rand, un oficial de Servicios Civiles de India. Trajo tropas para hacer frente a la emergencia. Aunque estas medidas son impopulares, la epidemia estaba bajo control en mayo. El 22 de junio de 1897, durante la celebración del jubileo de diamante de la coronación de Reina Victoria, Rand y su escolta militar fueron asesinados. Los hermanos Chapekar y dos cómplices fueron condenados y ahorcados.
Poona (Pune) ocupa un lugar prominente asociado con la lucha por la independencia de la India. En el período 1875 y 1910, la ciudad fue un importante centro de las reformas y la agitación social, dirigido por Mahatma Jyotirao Phule, Gopal Krishna Gokhale y Bal Gangadhar Tilak, así como feminista Tarabai Shinde. Ellos exigieron la abolición de las castas prejuicios, la igualdad de derechos para las mujeres, la armonía entre las comunidades hindúes y musulmanas, mejores escuelas para los pobres, y la independencia completa de Gran Bretaña. Mohandas Gandhi fue encarcelado varias veces en la Cárcel Central de Yerawada y puesto bajo arresto domiciliario en el Palacio de Aga Khan entre 1942 y 1944, donde murieron tanto su esposa Kasturba Gandhi como su ayudante Mahadev Desai.

### Independencia
Después de la independencia de la India en 1947 de Gran Bretaña, Poona (Pune) vi un montón de desarrollo, tales como el establecimiento de la Academia de Defensa Nacional (India) en Khadakwasla y National Chemical Laboratory en Pashan. Pune es la sede de la Comando Sur (India) del Ejército indio. El desarrollo industrial se inició en la década de 1950 y 60 de Hadapsar, Bhosari, Pimpri y Parvati. Telco (ahora Tata Motors) inició sus operaciones en 1961, lo que dio un gran impulso al sector del automóvil. 
En julio de 1961, las presas de Panshet y Khadakwasla se rompieron y sus aguas inundaron la ciudad, destruyendo la mayor parte de las secciones más antiguas de la ciudad, lo que facilita la introducción de los modernos conceptos de planificación urbana y el desarrollo de partes de Pune. La economía de la ciudad fue testigo de un auge en los sectores de la construcción y la manufactura. En 1966, la ciudad se había expandido en todas direcciones.
En 1990 Pune comenzó a atraer capital extranjero, sobre todo en la informática y las industrias de ingeniería, nuevas empresas como floricultura y procesamiento de alimentos comenzó a echar raíces en la ciudad y alrededores. En 1998, los trabajos de seis carriles Mumbai-Pune autopista comenzó, la autopista se completó en 2001. Industrias de tecnología informática de se establecieron en Aundh (Pune), Hinjawadi y Nagar Road. En 2008, Commonwealth Youth Games se llevó a cabo en Pune, que alentó el desarrollo adicional en la región noroeste de la ciudad.
En julio de 2009, la primera muerte de la India debido al H1N1 ocurrió en Pune. Más tarde, la ciudad se convirtió en epicentro de la gripe porcina debido a la gran cantidad de casos de contagio debido a este virus.
El 13 de febrero de 2010, Pune experimentó una explosión de una bomba en el German Bakery en Koregaon Park barrio en el lado este de Pune, matando a 17 e hiriendo a 60. La explosión fue la primera vez en lo que era hasta entonces el entorno relativamente seguro de Pune.

## Geografía
Pune se encuentra a 560 m (1.840 pies) sobre el nivel del mar, en la margen occidental de la meseta de Deccan. Está situado en el lado de sotavento de la cordillera Sahyadri, que forma una barrera desde el mar Arábigo. Es una ciudad montañosa, con su colina más alta, Vetal Hill, subirán 800 m (2600 pies) sobre el nivel del mar. A las afueras de la ciudad, el fuerte Sinhagad se encuentra a una altitud de 1300 m.
Centro de Pune se encuentra en la confluencia de los ríos Mula y Mutha. El río Pavana y ríos Indrayani, afluentes del río Bhima, recorrer la zona norte del área metropolitana de Pune.

## Clima
Pune tiene un clima tropical húmedo y seco, con temperaturas medias que oscilan entre los 20 y 28 °C (68 a 82 °F).
Pune experimenta tres estaciones: verano, las lluvias y el invierno.
Los meses de verano son generalmente de marzo a mayo, con temperaturas máximas entre 30 y 38 °C (86 a 100 °F). El mes más caluroso es abril en Pune. Aunque el verano no termina hasta mayo, la ciudad recibe a menudo fuertes chaparrones en mayo (y la humedad sigue siendo alta). Incluso durante los meses más calurosos, las noches son generalmente frescas debido a la gran altitud de Pune. La temperatura más alta registrada fue de 43.3 °C (109.9 °F) el 30 de abril de 1897.
Las Lluvias se observan a partir de junio y se extienden hasta octubre, con precipitaciones moderadas y temperaturas que van de 10 a 28 °C (50 a 82 °F). La mayoría de los 722 mm (28.4 pulgadas) de precipitación anual en la ciudad ocurre entre junio y septiembre, y julio es el mes más lluvioso del año. Las granizadas también son comunes en esta región.
El invierno comienza en noviembre. Noviembre, en particular, se conoce como el Frío Rosy (Marathi: गुलाबी थंडी). La temperatura oscila durante el día alrededor de 28 °C (82 °F), mientras que la temperatura nocturna sea menos de 10 °C (50 °F) durante la mayor parte de diciembre y enero, a menudo cayendo a 5-6 °C (41 a 43 °F). La temperatura más baja jamás registrada fue de 1.7 °C el 17 de enero de 1935.
| Parámetros climáticos promedio de Pune | Parámetros climáticos promedio de Pune | Parámetros climáticos promedio de Pune | Parámetros climáticos promedio de Pune | Parámetros climáticos promedio de Pune | Parámetros climáticos promedio de Pune | Parámetros climáticos promedio de Pune | Parámetros climáticos promedio de Pune | Parámetros climáticos promedio de Pune | Parámetros climáticos promedio de Pune | Parámetros climáticos promedio de Pune | Parámetros climáticos promedio de Pune | Parámetros climáticos promedio de Pune | Parámetros climáticos promedio de Pune |
| Mes                                    | Ene.                                   | Feb.                                   | Mar.                                   | Abr.                                   | May.                                   | Jun.                                   | Jul.                                   | Ago.                                   | Sep.                                   | Oct.                                   | Nov.                                   | Dic.                                   | Anual                                  |
| -------------------------------------- | -------------------------------------- | -------------------------------------- | -------------------------------------- | -------------------------------------- | -------------------------------------- | -------------------------------------- | -------------------------------------- | -------------------------------------- | -------------------------------------- | -------------------------------------- | -------------------------------------- | -------------------------------------- | -------------------------------------- |
| Temp. máx. media (°C)                  | 27.0                                   | 30.9                                   | 35.4                                   | 37.7                                   | 36.9                                   | 31.7                                   | 28.4                                   | 27.4                                   | 29.4                                   | 31.4                                   | 30.1                                   | 28.9                                   | 31.3                                   |
| Temp. mín. media (°C)                  | 8.0                                    | 12.1                                   | 15.8                                   | 19.9                                   | 22.4                                   | 22.9                                   | 22.2                                   | 21.6                                   | 20.8                                   | 18.5                                   | 12.4                                   | 9.5                                    | 17.2                                   |
| Precipitación total (mm)               | 0                                      | 3                                      | 2                                      | 11                                     | 40                                     | 138                                    | 163                                    | 129                                    | 155                                    | 68                                     | 28                                     | 4                                      | 741                                    |
| Días de precipitaciones (≥ 1 mm)       | 0.1                                    | 0.3                                    | 0.3                                    | 1.1                                    | 3.3                                    | 10.9                                   | 17.0                                   | 16.2                                   | 10.9                                   | 5.0                                    | 2.4                                    | 0.3                                    | 67.8                                   |
| Horas de sol                           | 291.4                                  | 282.8                                  | 300.7                                  | 303.0                                  | 316.2                                  | 186.0                                  | 120.9                                  | 111.6                                  | 177.0                                  | 248.0                                  | 270.0                                  | 288.3                                  | 2895.9                                 |
| Fuente: HKO.                           |                                        |                                        |                                        |                                        |                                        |                                        |                                        |                                        |                                        |                                        |                                        |                                        |                                        |

## Demografía
| Gráfica de evolución de Pune entre 1901 y 2016 |
|                                                |

Según el Censo 2011 de la estimación de la India, la población de la aglomeración urbana de Pune es alrededor de 5.018.688. Esto incluye las ciudades de Khadki, Pimpri Chinchwad y Dehu. El crecimiento en los sectores de software y la educación ha dado lugar a una afluencia de mano de obra especializada de toda la India. La población de la aglomeración urbana se estima en alrededor de 4.485.000 en 2005. La población inmigrante aumentó de 43.900 en 2001 a 88.200 en 2005. Según la Corporación Municipal de Pune, 40% de la población vivía en tugurios en 2001. El fuerte aumento de la década  de 1991-2001 se puede atribuir a la absorción de 38 pueblos en la ciudad. La tasa de alfabetización es de alrededor del 81%.
El maratí es el idioma oficial y el más hablado, mientras el hindi, el inglés y el marwari se entienden y hablan ampliamente. Pune tiene una gran influencia maratí ya que era el bastión del Imperio Maratha. Pune es una de las ciudades de la India con mayoría de población hindú con 70% de los hindúes. Centro de Pune tiene mayoría de brahmanes. Pune también tiene una buena población musulmana y cristiana.
El hinduismo, el islam, el budismo y el jainismo son cuatro religiones principales. Población principal de Pune se encuentra en la categoría de edad 15-59 años. Alrededor del 11% de la población tiene menos de 6 años de edad.

## Religión
El hinduismo es la religión dominante en Pune aunque muchas iglesias, mezquitas, gurudwaras, viharas budistas, templos yainas y otros edificios religiosos se encuentran en toda la ciudad. Las comunidades más prominentes incluyen marathas, majars, malí, brahmanes, marwaris, yainas, panyabíes y sindis, junto con las comunidades locales. El templo de Parvati, situado en la colina Parvati, es considerado uno de los templos más importantes de la ciudad. El templo más visitado es probablemente el Templo Chaturshringi, situado en la ladera de una colina, en el noroeste de la ciudad. Durante Navratri (una gran fiesta de la ciudad), hay una procesión grande a este templo y los adoradores se reúnen de todo el país a orar aquí. El dios que preside la ciudad de Pune es la Kasba Ganpati, cuyo templo se encuentra en Kasba Peth en el centro de Pune. Sarasbaug Ganpati es también un señal prominente de Pune.

## Personajes célebres
- B.K.S. Iyengar, maestro yogui tuvo su célebre escuela de yoga en la ciudad.
- Shanta Shelke, poetisa en lengua marathi.